# Bataille de Vic
Guerre d'indépendance espagnole
Batailles
- Valls (1re)
- 2e Molins de Rei (03-1809) (ca)
- Gérone
- Alcañiz
- María-Belchite
- Mollet
- Vich
- Villafranca (2e)
- Lérida
- Mequinenza
- La Bisbal
- Tortose
- Valls (2e)
- Tarragone (1er)
- Montserrat
- Sagonte
- Valence
- Castalla (1er)
- Castalla (2e)
- Tarragone (2e)
- Ordal

La bataille de Vic oppose les Français commandés par le général Souham aux Espagnols commandés par le général O'Donnell. La confrontation a lieu le 20 février 1810.

## Déroulement
L'armée du général Souham, qui se monte à 10 000 hommes, défend Vich en Catalogne. Cette place est attaquée par le général O'Donnell et 25 000 combattants espagnols. Le général Souham sort à la tête de ses bataillons, et marche le premier au feu, selon son habitude. L'ennemi, qui s'était retranché sur une montagne, et qui croyait sa position inexpugnable, est culbuté au pas de charge et à la baïonnette.
Les Espagnols sont mis en déroute et les Français font 2 000 prisonniers. Le général Souham est gravement blessé au visage.